# Summerland (Festival)
Summerland fue un festival de música electrónica al aire libre que tuvo lugar en la ciudad de Cartagena de Indias en Colombia. Se celebró anualmente en los primeros días del mes de enero. Organizado por The Royal House Society, Dance Republick y On Beat. La primera edición del festival fue en 2013, con la participación de varios de los DJs más importantes del mundo como Steve Angello, Armin Van Buuren, David Guetta, Tiësto, Dash Berlin, entre otros. 

## Historia
Summerland es el resultado de 18 años de aprendizaje de la escena, de viajes continuos y de nuestro paso por los festivales más importantes del mundo; de ir descubriendo, conociendo y haciendo lobby para lograr traernos a Colombia a los mejores de la música electrónica a nivel mundial. Nadie puede desconocer que hoy este es el movimiento musical más grande que existe. Esa es una realidad que no se puede negar. Es impresionante ver cómo en la actualidad artistas de cualquier género quieren tener una colaboración con algún artista top de la escena electrónica y cómo estos artistas compiten en las nominaciones de los premios musicales más respetados” dice Jonathan Cadavid, uno de los socios organizadores del Summerland. Cartagena de Indias ubicada en a orillas del mar Caribe, fue escogida para albergar al mayor festival de música electrónica en Colombia y uno de los más grandes de Latinoamérica. Con la colaboración de 3 empresas líderes en el país en eventos de Música Electrónica The Royal House Society Latinoamérica filial Bogotá, Dance Republick Cali y Onbeat de Medellín.
En su primera edición en el 2013 al festival asistieron 25.000 personas disfrutando de las maravillas de la ciudad de Cartagena de Indias, y del Summerland, a su vez logró atraer a 3.000 turistas de diferentes partes del mundo.
Para su segunda edición en enero del 2014 contó con la asistencia de 30 Dj´s nacionales e internacionales, Armin Van Buuren el duo Sunnery James & Ryan Marciano, Sultan + Ned Shepard, Nicky romero, Nervo, Jochen miller, Cedric Gervais, Antoine Clamaran, David Tort y Dimitri Vegas & Like Mike, MYNC, DJ Moska entre otros. En esta escena electrónica, los asistentes que llegaron desde distintas ciudades del país, así como de Venezuela, Estados Unidos, México, Holanda, Bélgica, Argentina, España y otros países disfrutaron entre otras actividades de juegos, pintura, tatuajes, concursos que se prepararon en el espacio interactivo del evento.
Quienes forman parte del equipo organizador del Summerland ya lo proyectan como un festival que no tardará en tomarse otros países de la región. Brasil, Paraguay, Guatemala y México ya han mostrado su interés en acoger el Festival.
El festival llegó a su final tras su tercera edición en 2015 por motivos no dados a conocer por los organizadores del festival; Sin embargo se ha anunciado Storyland, un festival de 3 días que se realizarán también en Cartagena en el mes de enero de 2016 para el cual ya se han confirmado los artistas Hardwell, Jamie Jones y Oliver Heldens.

## Ediciones
Acá se muestran los artistas que han participado del evento año tras año.

### 2013
Realizada del 3 al 6 de enero en Paradise Arena en Cartagena. Se presentaron 36 artistas o grupos de 12 nacionalidades diferentes. La primera bandera muestra su país de nacimiento y la segunda su país de origen como artista.
| Día                     | Artista Principal | DJ´s Europeos (as)          | DJ´s Americanos (as)                                       | DJ´s Nacionales                                                           |
| ----------------------- | ----------------- | --------------------------- | ---------------------------------------------------------- | ------------------------------------------------------------------------- |
| 3 de enero Main Stage   | Steve Angello     |                             | Jordan Ferrer Lou Flores                                   | Luis Céspedes Ivan D Darley Benitex Kriss Salas                           |
| 3 de enero Techno Stage | Richie Hawtin     | Magda                       |                                                            | Alexa Lucato Brigante Sean Random Pirick Ado                              |
| 4 de enero              | Armin van Buuren  | Markus Schulz Jochen Miller | Carlos Belatti                                             | Jessus Zurface Pablo Lopera                                               |
| 5 de enero              | David Guetta      |                             | Antoine Becks Mark M Hiio (Ortzy & Nico) Arol & Lev Androz | Andres Quiñones Juan D.C.                                                 |
| 6 de enero              | Tiësto            |                             |                                                            | Moska Alex Rojas Fist Vionic Luis Céspedes Ivan Miranda Juan Pablo Torrez |

### 2014
Realizada del 3 al 5 de enero en Paradise Arena en Cartagena. Particiron 26 artistas y grupos de 10 países diferentes. La primera bandera muestra su país de nacimiento y la segunda su país de origen como artista. Armin van Buuren se presenta por segunda vez al igual que repite Mark M de Venezuela.
| Día        | Artistas Principales                   | DJ´s Europeos (as)                               | DJ´s Americanos (as) | DJ´s Nacionales                                                             |
| ---------- | -------------------------------------- | ------------------------------------------------ | -------------------- | --------------------------------------------------------------------------- |
| 3 de enero | Dash Berlin                            | Nervo Cedric Gervais David Tort                  | Mark M Broz RDZ      | Johnny House-In Alex Rojas                                                  |
| 4 de enero | Armin van Buuren Afrojack              | Sunnery James & Ryan Marciano Jochen Miller MYNC |                      | John Dish Alexa Paul Lennar                                                 |
| 5 de enero | Nicky Romero Dimitri Vegas & Like Mike | Antoine Clamaran                                 | Sultan & Ned Shepard | Moska Mara Jessus & Bastian Zur-Face Darley Bnytex John Renjifo & Lam Lopez |

### 2015
Se realizará el 3, 4 y 5 de enero. Por segundo año consecutivo se presentan Afrojack de Holanda y Cedric Gervais de Francia además llegan por primera vez Alesso y Steve Aokii. 46 artistas de 11 países diferentes hicieron parte del evento.
| Día        | Stage       | Artistas Principales    | DJ´s Europeos (as)               | DJ´s Americanos (as)        | DJ´s Nacionales                                                                    |
| ---------- | ----------- | ----------------------- | -------------------------------- | --------------------------- | ---------------------------------------------------------------------------------- |
| 3 de enero | Main        | Alesso                  | W&W (Willen & Wardt) Bassjackers | Victor Porfidio             | John Dish (C) Wolff & Beat Juan Pablo Torrez (A) KK                                |
| 3 de enero | Underground | Marco Bailey            | Technasia (C)                    | Carlo Lio Alvaro Ibarra (A) | Alexa Lucato Fronter                                                               |
| 4 de enero | Main        | Afrojack Steve Aoki (C) | Cedric Gervais Antoine Clamaran  | Pedro M Davinci (A)         | B-Mamba Eddy Karmona Mara Vionic                                                   |
| 4 de enero | Underground | Nastia (C)              |                                  | Alexi Delano Ambivalent     | Figueroa & Obando Vagandi (C) Sigfrida                                             |
| 5 de enero | Main        | Deadmau5                | Blasterjaxx Sidney Samson        | Por confirmar               | Moska (C) Alexa Jessus & Bastian Ninja Vanch (A) Pablo Lopera Daniel Eduardo Gómez |
| 5 de enero | Underground | Danny Tenaglia (C)      | Phil Weeks                       | Josh Wink                   | Tec Minor DJ Hidro Harvey Tie (A) Fuad                                             |

- (A): Artista encargado de abrir el escenario.
- (C): Artista encargado de cerrar el escenario.

## Artistas con más presentaciones

### Nacionales
| Artista          | País     | Ediciones | Participaciones   |
| ---------------- | -------- | --------- | ----------------- |
| Alexa            | Colombia | 3         | 2013, 2014 y 2015 |
| Moska            | Colombia | 3         | 2013, 2014 y 2015 |
| Jessus & Bastian | Colombia | 3         | 2013, 2014 y 2015 |

### Internacionales
| Artista          | País         | Ediciones | Participaciones |
| ---------------- | ------------ | --------- | --------------- |
| Armin Van Buuren | Países Bajos | 2         | 2013, 2014      |
| Afrojack         | Países Bajos | 2         | 2014, 2015      |
| Jochen Miller    | Países Bajos | 2         | 2013, 2014      |
| Mark M           | Venezuela    | 2         | 2013, 2014      |
| Cedric Gervais   | Francia      | 2         | 2014, 2015      |
| Antoine Clamaran | Francia      | 2         | 2014, 2015      |

## Presentación de artistas por países
Se han presentado 41 artistas y grupos colombianos en el festival, a continuación se muestran los demás países que más artistas han hecho presencia en el evento.
| País           | Djs | Ediciones         |
| -------------- | --- | ----------------- |
| Países Bajos   | 11  | 2013, 2014 y 2015 |
| Estados Unidos | 10  | 2013 y 2015       |
| Francia        | 5   | 2013, 2014 y 2015 |
| Canadá         | 4   | 2013, 2014 y 2015 |
| Reino Unido    | 2   | 2013 y 2014       |
| Alemania       | 4   | 2013 y 2014       |
| Argentina      | 2   | 2013 y 2015       |
| Venezuela      | 2   | 2013, 2014 y 2015 |
| Suecia         | 2   | 2013 y 2015       |
| México         | 2   | 2013 y 2014       |
| Grecia         | 1   | 2013              |
| Chile          | 1   | 2013              |
| Australia      | 2   | 2014              |
| España         | 1   | 2014              |
| Bélgica        | 1   | 2015              |
| China          | 1   | 2015              |
| Italia         | 1   | 2015              |
| Australia      | 1   | 2015              |